# DVD Forum
DVD Forum este o  organizație internațională creată în 1995 cu scopul schimbarii și sortării ideilor și informațiilor despre formatul DVD și capabilitățile sale tehnice.
 Arhivat în 13 august 2016, la Wayback Machine.